# 梅代亚
梅代亚（義大利語：Medea），是意大利戈里齐亚省的一个市镇。总面积7平方公里，人口991人，人口密度141.6人/平方公里（2009年）。ISTAT代码为031011。